# Dipoena flavomaculata
Dipoena flavomaculata là một loài nhện trong họ Theridiidae.
Loài này thuộc chi Dipoena. Dipoena flavomaculata được Eugen von Keyserling miêu tả năm 1891.